# Nanusia
Nanusia is een geslacht van kreeftachtigen uit de klasse van de Malacostraca (hogere kreeftachtigen).

## Soort
- Nanusia starmuehlneri (Pretzmann, 1968)